# Celpolariteit

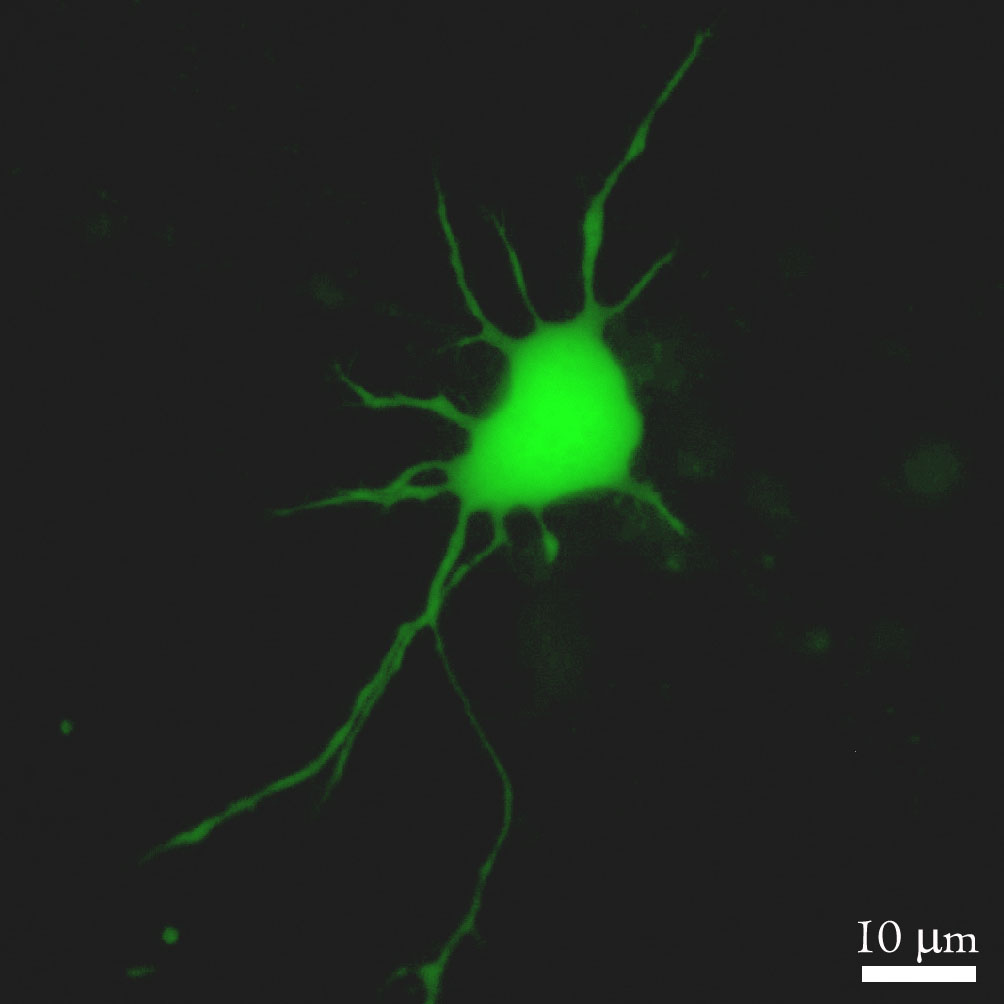
Een hersenzenuwcel tijdens zijn ontwikkeling en toont de polariteit voor het ontwikkelen van het axon (de langste) en de dendrieten (kleinere), terwijl het cellichaam op een hart lijkt.

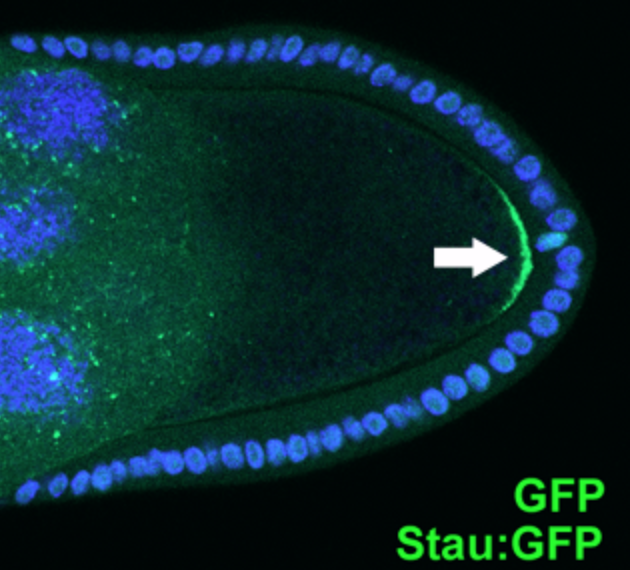
Het Staufen proteïne (witte pijl) in een oöcyt van Drosophila aan een celpool.

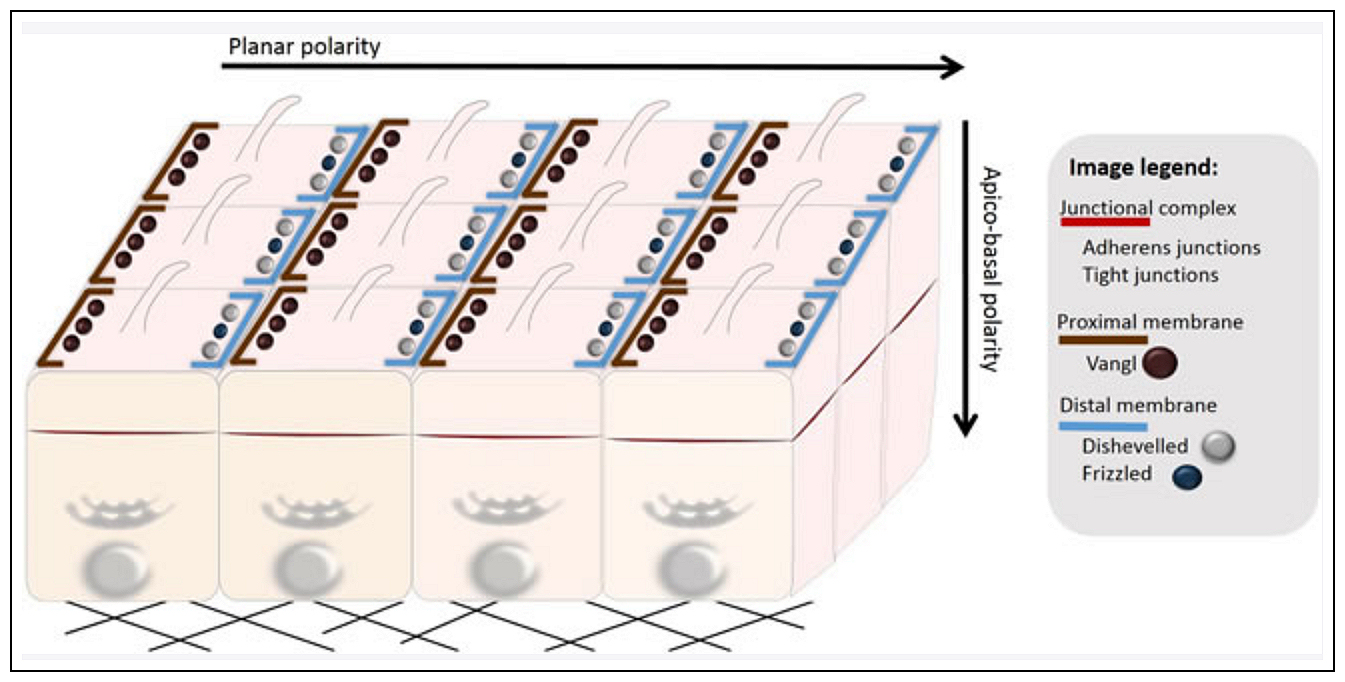
Epitheelcellen georganiseerd in een meercellig epitheel zijn zowel in verticale (apico-basale polariteit) als horizontale richting (vlakke celpolariteit) gepolariseerd. Apico-basale polariteit hangt af van de ruimtelijke verdeling van polariteitscomplexen. Planaire celpolariteit (PCP) wordt tot stand gebracht door asymmetrische lokalisatie van PCP-eiwitten langs de proximale en distale membranen, wat polarisatie van cellen in de richting loodrecht op de apico-basale polariteit garandeert. PCP coördineert het cellulaire gedrag van cellen die aanwezig zijn in een meercellig epitheel (hier geïllustreerd door uniform uitgelijnde cilia).

In de biologie verwijst celpolariteit naar de polaire morfologie van een cel, dat wil zeggen een specifieke oriëntatie van celstructuren. Celpolariteit speelt een fundamentele rol in verschillende fysiologische cellulaire processen, zoals celmigratie, proliferatie,  celdifferentiatie, asymmetrische celdeling en weefselhomeostase. Dienovereenkomstig kunnen veel verschillende celtypen polariteit vertonen, zoals epitheelcellen met een apicaal-basale polariteit, zenuwcellen waarin signalen zich in één richting voortplanten van dendrieten naar axonen en eicellen. Wanneer de zaadcel het cytoplasma van de oöcyt binnendringt, initieert het centriool dat verbonden is met de celkern van de zaadcel cytoplasmatische bewegingen waardoor de mannelijke celkern naar het dichtstbijzijnde uiteinde van de langwerpige eicel beweegt. Celpolariteit zorgt ervoor dat cellen de signalen van de naburige cellen en de omringende micro-omgeving kunnen waarnemen en erop kunnen reageren.
Er zijn ruimtelijke verschillen in vorm, structuur en functie binnen een cel. Bijna alle celtypen vertonen een vorm van polariteit, waardoor ze gespecialiseerde functies kunnen uitvoeren.  Bovendien is celpolariteit belangrijk tijdens veel soorten asymmetrische celdeling om functionele asymmetrieën tussen dochtercellen te vormen.
Veel van de belangrijkste moleculaire systemen die betrokken zijn bij celpolariteit zijn goed geconserveerd. In dierlijke cellen speelt het PAR-3/PAR-6/aPKC-complex bijvoorbeeld een fundamentele rol in de celpolariteit. Hoewel de biochemische details kunnen variëren, zijn sommige kernprincipes, zoals negatieve en/of positieve terugkoppeling tussen verschillende moleculen, gemeenschappelijk en essentieel voor veel bekende polariteitssystemen.

## Voorbeelden van celpolarisatie

### Polariteit in epitheelcellen

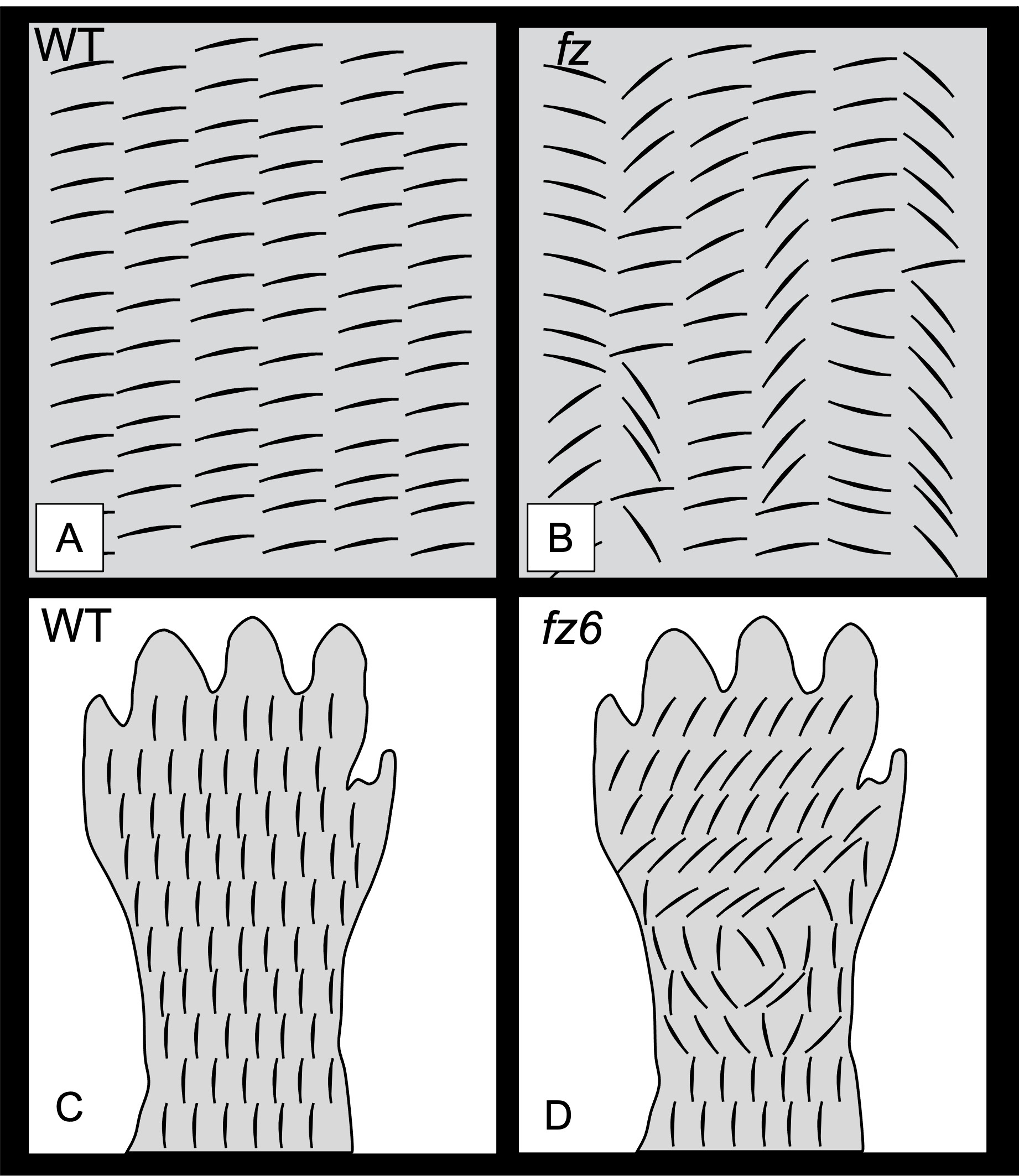
(A en B) Drosophila cuticulaire vleugelhaarcellen van de volwassen vleugel. Vleugelharen wijzen distaal (naar rechts) bij wildtype (WT) dieren (A), maar verliezen oriëntatie bij PCP-mutanten (fz) (B). (C en D) Haren op de muispoot wijzen van het lichaam af (naar boven gericht) in WT (C), maar groeien in een wervelend patroon in PCP-mutanten (fz6) (D). Geïnspireerd door het werk van Paul Adler (A en B) en Guo et al. (2004) (C en D).

Epitheelcellen hebben een apicale en een basale pool, waardoor een longitudinale as door de cel ontstaat. Omdat de polariteit van cellen naast het structurele verschil ook functionele verschillen tussen het apicale en basale membraan van een cel bepaalt, spreekt men in deze context ook van een apicaal en basolateraal domein.
In een epitheel wordt de apicale pool van een cel gedefinieerd door zijn oriëntatie op de externe omgeving. De externe omgeving kan de buitenwereld zijn (bijvoorbeeld de huid) of het lumen (bijvoorbeeld de darm). De basale pool daarentegen wijst naar de innerlijke omgeving of de basale lamina. De zijvlakken vormen de oppervlakken die grenzen aan de aangrenzende cellen. Een goed voorbeeld hiervan is het darmslijmvlies. De apicale zijde van de epitheelcellen in de darm is gericht naar de darminhoud. Om het oppervlak te vergroten, hebben deze cellen aan hun apicale zijde een zogenaamde borstelrand, zogenaamde microvilli. De basale zijde daarentegen is gericht op een delicate bindweefsellaag (lamina propria mucosae) en een fijne spierlaag (lamina masculinis mucosae).
In andere cellen zonder ‘omgeving’ wordt de celpolariteit bepaald op basis van karakteristieke subcellulaire structuren. Net als de hierboven genoemde microvilli bevinden stereocilia of kinocilia zich altijd op de apicale pool. Een voorbeeld hiervan zijn sensorische cellen zoals fotoreceptoren in het oog. De cuticula of korst wordt aan de apicale zijde uitgescheiden (bijvoorbeeld adamantoblasten). De zijoppervlakken daarentegen hebben vaak zonula occludens of zonula adhaerens.
Epitheelcellen vertonen ook vlakke celpolariteit, waarbij gespecialiseerde structuren zijn georiënteerd binnen het vlak van de epitheellaag. Enkele voorbeelden van vlakke celpolariteit zijn onder meer de schubben van vissen die in dezelfde richting zijn georiënteerd, en op soortgelijke wijze de veren van vogels, de vacht van zoogdieren en de cuticulaire projecties (sensorische haren, enz.) op de lichamen en aanhangsels van vliegen en andere insecten.

### Zenuwcellen
Een zenuwcel ontvangt signalen van naburige cellen via vertakte, cellulaire uitbreidingen die dendrieten worden genoemd. De zenuwcel verspreidt vervolgens een elektrisch signaal langs een gespecialiseerde axon-uitloper van de basale pool naar de synaps, waar neurotransmitters worden vrijgegeven om het signaal door te geven aan een andere zenuwcel of een andere effectorcel (bijvoorbeeld een spier of een klier). De polariteit van de zenuwcel vergemakkelijkt dus de gerichte informatiestroom, die nodig is voor de communicatie tussen zenuwcellen en effectorcellen.

### Migrerende cellen

A: lamellipodia met voorrand. De lamellipodia aan de voorrand van de cel (groene pijlen) bevatten ATP-gebonden actine en de lamellen aan het "spike"-uiteinde van de cel bevatten ADP-gebonden actine (rode pijl). Hierdoor kan een "loopband"-actie plaatsvinden wanneer de cel een signaal krijgt om te bewegen (Afbeelding B).

Veel celtypen zijn in staat tot migratie, zoals leukocyten en fibroblasten, en om deze cellen in één richting te laten bewegen, moeten ze een gedefinieerde voor- en achterkant hebben. Aan de voorkant van de cel bevindt zich de voorrand, die vaak wordt gedefinieerd door een platte rimpeling van het celmembraan, het lamellipodium, of dunne uitsteeksels die filopodia worden genoemd. Hier zorgt actinepolymerisatie in de migratierichting ervoor dat cellen de voorrand van de cel kunnen verlengen en zich aan het oppervlak kunnen hechten. Aan de achterkant van de cel worden verklevingen gedemonteerd en bundels actine-microfilamenten, trekken samen en trekken de achterrand naar voren om gelijke tred te houden met de rest van de cel. Zonder deze polariteit van voor naar achter zouden cellen niet in staat zijn gerichte migratie te coördineren.

### Knopvorming gist
De knopvorming bij de gist, Saccharomyces cerevisiae, is een modelsysteem voor de eukaryotische biologie waarin veel van de fundamentele elementen van polariteitsontwikkeling zijn opgehelderd. Gistcellen delen veel kenmerken van celpolariteit met andere organismen, maar bevatten minder eiwitcomponenten. In gist wordt de polariteit beïnvloed door vorming op een erfelijk herkenningspunt, een stukje van het eiwit Rsr1 in het geval van knopvorming, of een stukje Rax1 in paringsprojecties. Bij afwezigheid van polariteitsoriëntatiepunten (dat wil zeggen bij gendeletiemutanten) kunnen cellen spontane symmetriebreuken uitvoeren, waarbij de locatie van de polariteitsplaats willekeurig wordt bepaald. Spontane polarisatie genereert nog steeds slechts één enkele knopplaats, wat wordt verklaard door positieve terugkoppeling die de polariteitseiwitconcentraties lokaal op de grootste polariteitsplek verhoogt, terwijl de polariteitseiwitten algeheel afnemen door ze uit te putten. De hoofdregulator van polariteit in gist is Cdc42, dat lid is van de eukaryote Ras-homologe Rho-familie van GTPasen, en een lid van de superfamilie van kleine GTPasen, waaronder Rop GTPasen in planten en kleine GTPasen in prokaryoten. Om polariteitsplaatsen te kunnen vormen, moet Cdc42 aanwezig zijn en in staat zijn GTP te circuleren, een proces dat wordt gereguleerd door zijn guanine-nucleotide-uitwisselingsfactor (GEF), Cdc24, en door zijn GTPase-activerende eiwitten (GAP's). De lokalisatie van Cdc42 wordt verder gereguleerd door fasen in de celcyclus en een aantal bindingspartners.  Een recente studie om het verband tussen de timing van de celcyclus en de accumulatie van Cdc42 in de knoplocatie op te helderen, maakt gebruik van optogenetica om de lokalisatie van eiwitten te controleren met behulp van licht.  Tijdens het paren kunnen deze polariteitslocaties zich verplaatsen. Wiskundige modellen in combinatie met beeldvormingsexperimenten suggereren dat de verplaatsing wordt gemedieerd door door actine aangedreven vesikelafgifte.

### Ontwikkeling van de chorda dorsalis

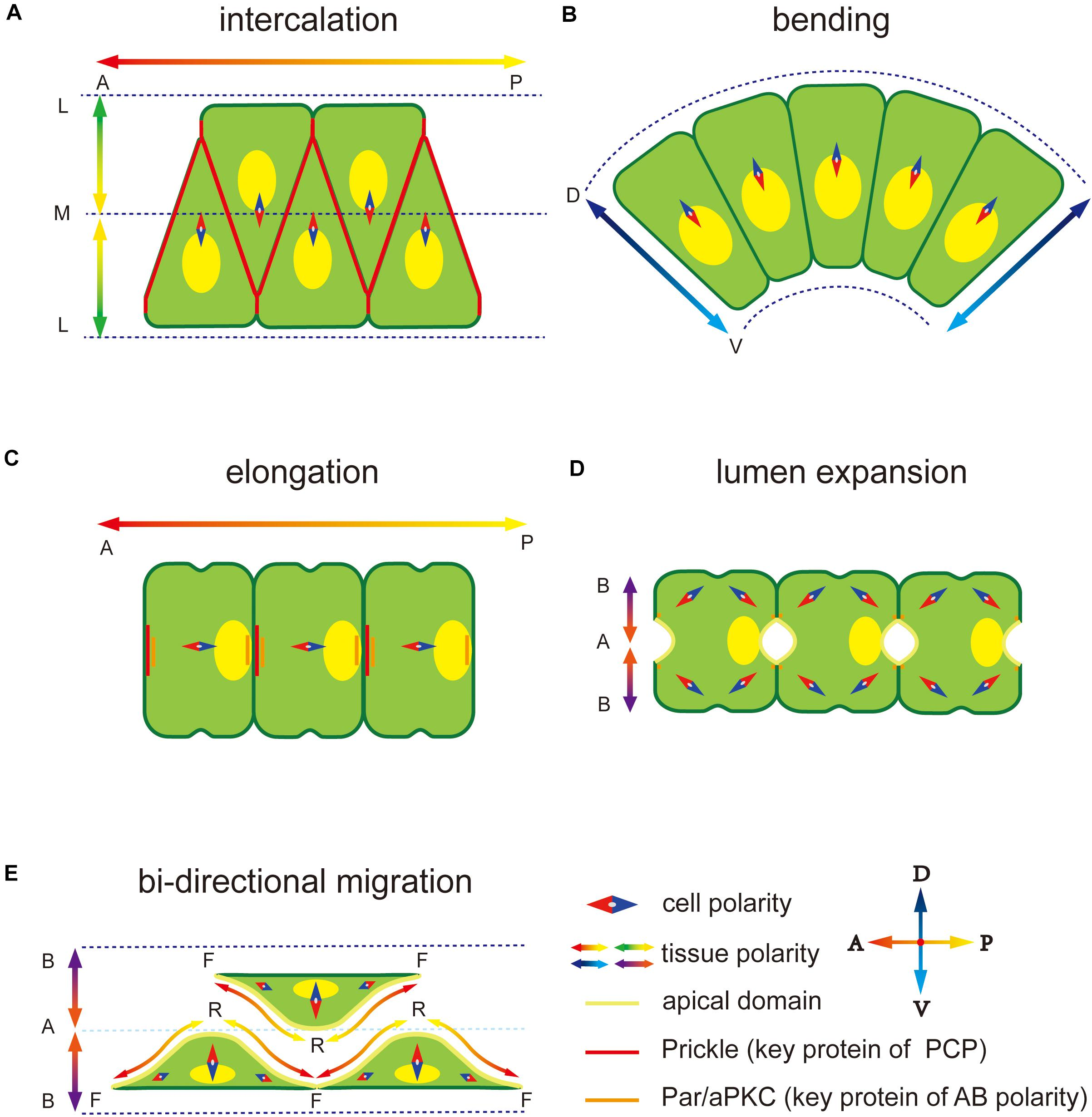
Polariteit in verschillende ontwikkelingsstadia van de chorda dorsalis bij Ciona.

Bijschrift afbeelding ontwikkeling van de chorda dorsalis:
- (A) Chorda dorsalis-cellen vormen een mediolaterale (ML) polariteit om de migratie naar de middellijn te stimuleren tijdens convergentie en uitbreiding. De chorda dorsalis strekt zich uit evenwijdig aan de anterieur-posterieure (AP) as, gereguleerd door embryonale AP-polariteitssignalering. Het belangrijkste PCP-componenteiwit Prickle bevindt zich in het cel-celcontactdomein van de chorda dorsalis.
- (B) Chorda dorsalis-cellen vormen een dorsaal-ventrale (DV) polariteit om weefsel naar de ventrale zijde te buigen.
- (C) Na celintercalatie verandert de PCP-richting van ML naar 1D AP-as. De Prickle verplaatst zich naar de voorste rand van elke chorda dorsaliscel.
- (D) De apicaal-basale (AB) polariteit is gebouwd om extracellulaire lumenvorming te induceren. Twee apicale domeinen verschijnen in één chorda dorsaliscel.
- (E) Chorda dorsaliscellen migreren bidirectioneel om de lumenverbinding te induceren. Aangrenzende chorda dorsaliscellen worden tegenover elkaar afgeplat langs de chorda dorsaliswand.[17]

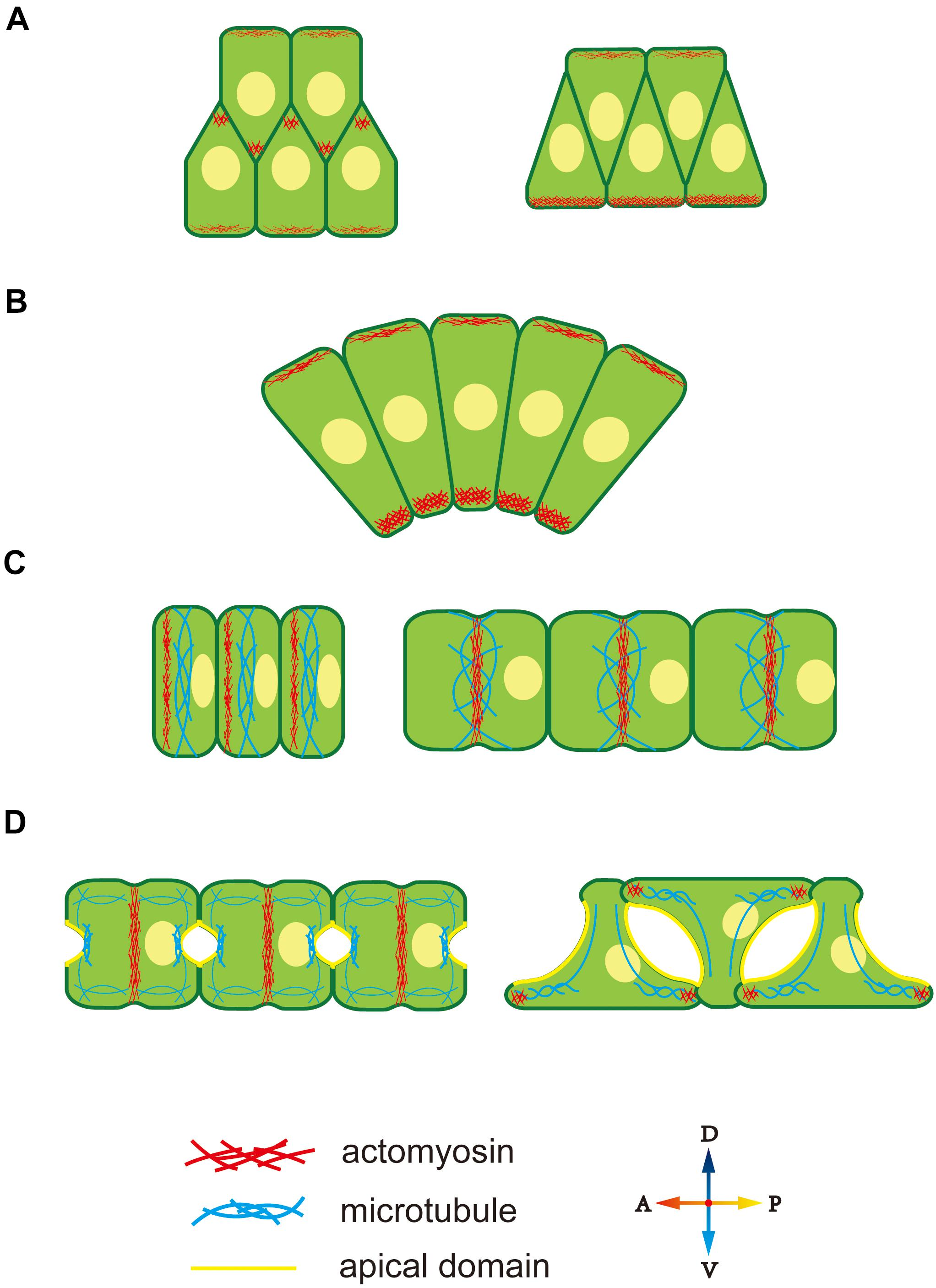
Cytoskeletpolariteit tijdens de chorda dorsalis-ontwikkeling bij Ciona.

Bijschrift afbeelding cytoskelet polariteit-ontwikkeling van de chorda dorsalis:
- (A) F-actine hoopt zich op aan de lamellipodium-tip en zorgt voor migrerende krachten voor celintercalatie.
- (B) Ventraal geaccumuleerde samentrekbaarheid van actomyosine zorgt voor een onevenwichtige kracht om het buigen van de chorda dorsalis aan te drijven.
- (C) Een contractiele ring van actomyosine vormt zich aan de voorste rand en beweegt naar de evenaar van chorda dorsaliscellen. Samentrekking van de actomyosinering verlengt chorda dorsaliscellen. Microtubuli staan loodrecht op de AP-as in chorda dorsaliscellen.
- (D) Tijdens de expansie van het lumen hopen microtubuli zich op in het apicale domein, en samen met bidirectionele migratie roteren ze 90° en vormen ze georiënteerde bundels naar de voorranden van tractieve lamellipodia-achtige uitsteeksels. Er bestaat ook een contractiele ring van actomyosine tijdens de expansie van het lumen, die vervolgens verdwijnt. Bij bidirectionele migratie beweegt F-actine naar de punt van de lamellipodia-achtige uitsteeksels.

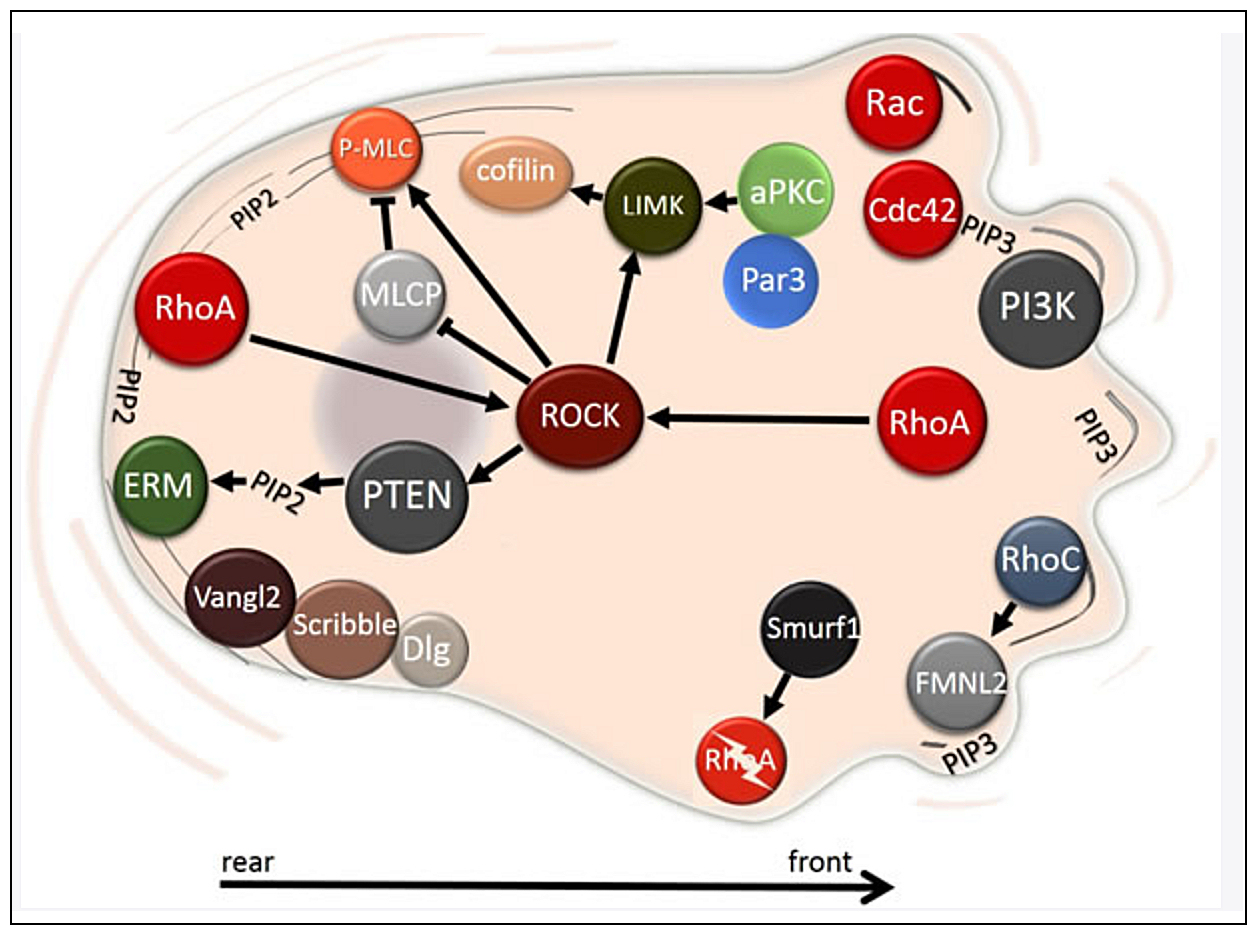
Intracellulaire lokalisatie van polariteitseiwitten tijdens amoeboïde migratie. De Rho/ROCK-route is het meest prominente signaalknooppunt tijdens de amoeboïde migratie. PI3K lokaliseert naar voren, terwijl PTEN aan de achterkant blijft, waar het ERM-eiwitten activeert door PIP2 te produceren. Het Par-complex reguleert de actine-assemblage via LIMK. Planaire celpolariteit Vangl2 komt aan de achterkant van de cel voor, samen met eiwitten uit het Scribble-complex.

### Amoeboïde cellen

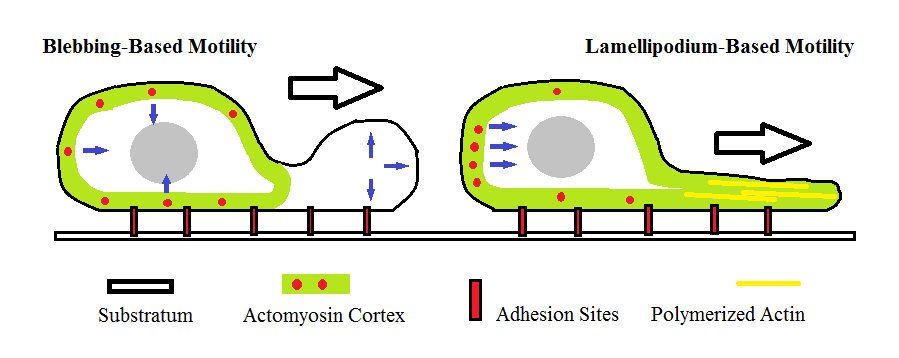
Twee veel voorkomende vormen van amoeboïde motiliteit. Blebbing is voortbeweging door uitstulpingen van het plasmamenbraan.

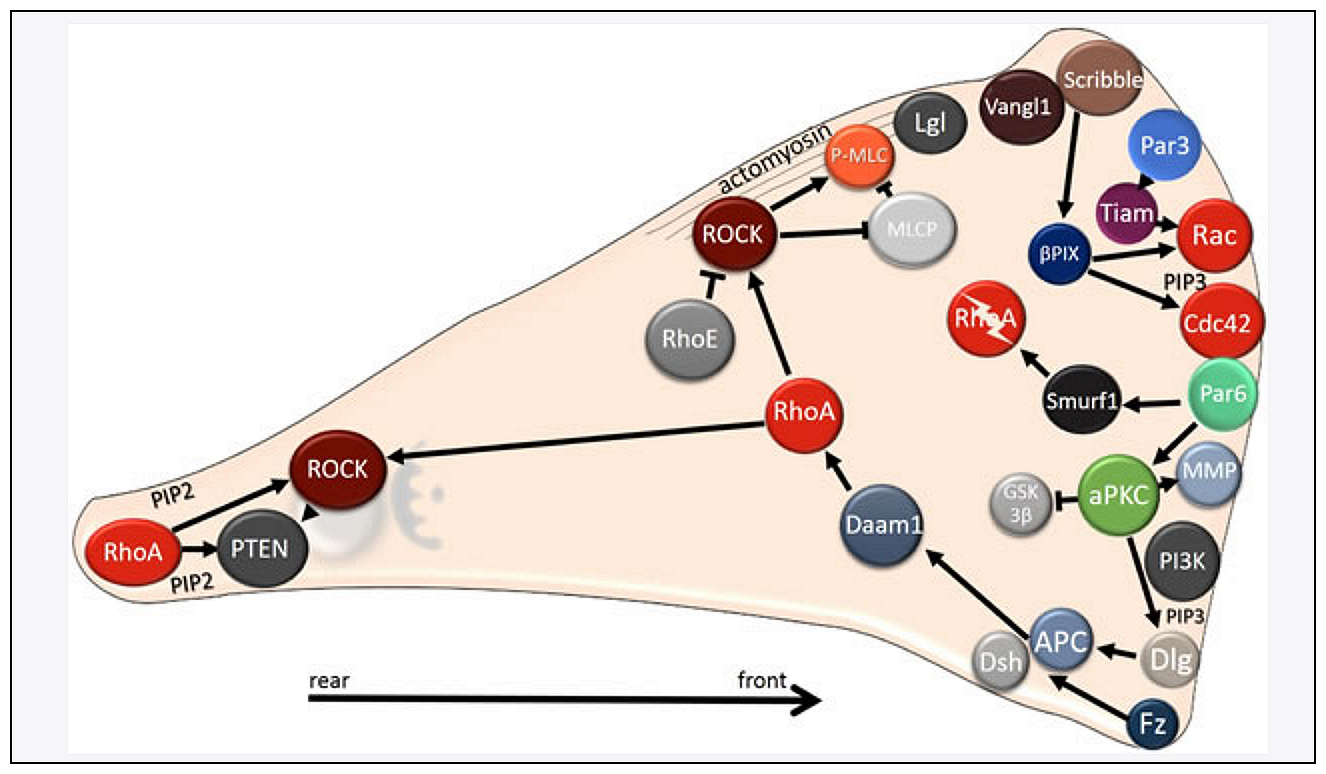
Intracellulaire lokalisatie van polariteitseiwitten tijdens mesenchymcelmigratie.

In amoeboïde cellen is de migrerende polariteit minder duidelijk dan in mesenchymcellen. Niettemin is de gepolariseerde ruimtelijke verdeling van PTEN, PI3K en hun producten het belangrijkste kenmerk van amoeboïde cellen. In Dictyostelium discoideum lokaliseert PI3K naar de voorkant van de cel zonder enige noodzaak van een chemoattractant, terwijl PTEN co-lokaliseerd met myosine II aan de achterkant. In zoogdiercellen wordt PI3K ook aan de voorkant van de cel aangetroffen, maar PTEN komt niet duidelijk aan de achterkant voor, maar is eerder verspreid door het cytosol. Actief PTEN bindt zich aan het membraan en produceert PIP2, dat directionele amoeboïde beweging bevordert door de stijfheid van de celcortex te verbeteren. (De cortex is een gespecialiseerde laag cytoplasmatische eiwitten aan de binnenkant van het celmembraan.) PIP2 reguleert de lokalisatie van de ERM-eiwitten (ezrin-radixin-moesin) die actinefilamenten met het plasmamembraan verknopen. Dit is beschreven in melanoomcellen waar PIP2 en ezrin zich co-lokaliseren op het plasmamembraan van de terugtrekkende achterkant. Samen met gefosforyleerde MLC vormen ze een stijve structuur die ERULS werd genoemd (ezrin-rijke uropod-achtige structuur). ERULS vermindert de vorming van vesikels aan de achterkant van de cel aanzienlijk, waardoor de richtingsbeweging toeneemt. Interessant genoeg werd gesuggereerd dat vesikels en lamellipodia gepolariseerde structuren zijn en een gemeenschappelijk mechanisme delen dat de plaats van hun vorming bepaalt. Dit werd aangetoond door herhaalde Rac1-activering en -deactivatie, wat leidde tot het schakelen tussen uitstulpingen van het plasmamenbraan en lamellipodia. Intrigerend genoeg ontstonden ze allebei op dezelfde locatie.
De lokalisatie van eiwitten van de polariteitscomplexen tijdens amoeboïde migratie is beschreven in migrerende leukocyten. Er werd aangetoond dat Dlg en Scribble zich in de uropode bevonden, d.w.z. het achterste uiteinde, terwijl Par3 in het cellichaam bleef. Over het geheel genomen bleek dat het Par-complex belangrijk is voor directionele migratie in leukocyten, omdat de verstoring ervan resulteerde in een verminderde verrijking van F-actine aan de achterkant van de cel.

## Ontwikkeling bij gewervelde dieren

Epibolische beweging van cellen tijdens de gastrulatie en met blastoporus

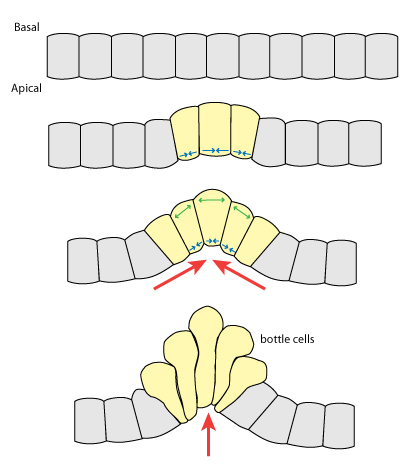
Vernauwing van de apicale zijde van cellen in een epitheellaag genereert voldoende kracht om invaginatie te initiëren. Bij de gastrulatie staan de apicaal vernauwende cellen bekend als flescellen. De flesvorm ontstaat wanneer vernauwing van de apicale zijde van de cel het cytoplasma samendrukt, waardoor de basale zijde uitzet.

De lichamen van gewervelde dieren zijn asymmetrisch langs drie assen: anterieur-posterior (kop tot staart), dorsaal-ventraal (ruggengraat tot buik) en links-rechts (ons hart bevindt zich bijvoorbeeld aan de linkerkant van ons lichaam). Deze polariteiten ontstaan binnen het zich ontwikkelende embryo door een combinatie van verschillende processen:
- asymmetrische celdeling, waarbij twee dochtercellen verschillende hoeveelheden celmateriaal ontvangen (bijvoorbeeld mRNA, eiwitten),
- asymmetrische lokalisatie van specifieke eiwitten of RNA’s in cellen ( die vaak wordt gemedieerd door het cytoskelet),
- concentratiegradiënten van uitgescheiden eiwitten over het embryo, zoals Wnt, Nodal en bot morfogenetisch proteïnen (BMP's), en
- differentiële expressie van membraanreceptoren en liganden die laterale remming veroorzaken, waarbij de cel die de receptor tot expressie brengt, het ene celtype en zijn buren een ander celtype wordt.[19][20]

Naast het definiëren van asymmetrische assen in het volwassen organisme, reguleert celpolariteit ook zowel individuele als collectieve celbewegingen tijdens de embryonale ontwikkeling, zoals apicale vernauwing, invaginatie en epibolie. Deze bewegingen zijn van cruciaal belang voor het vormgeven van het embryo en het creëren van de complexe structuren van het volwassen lichaam.

## Moleculaire basis

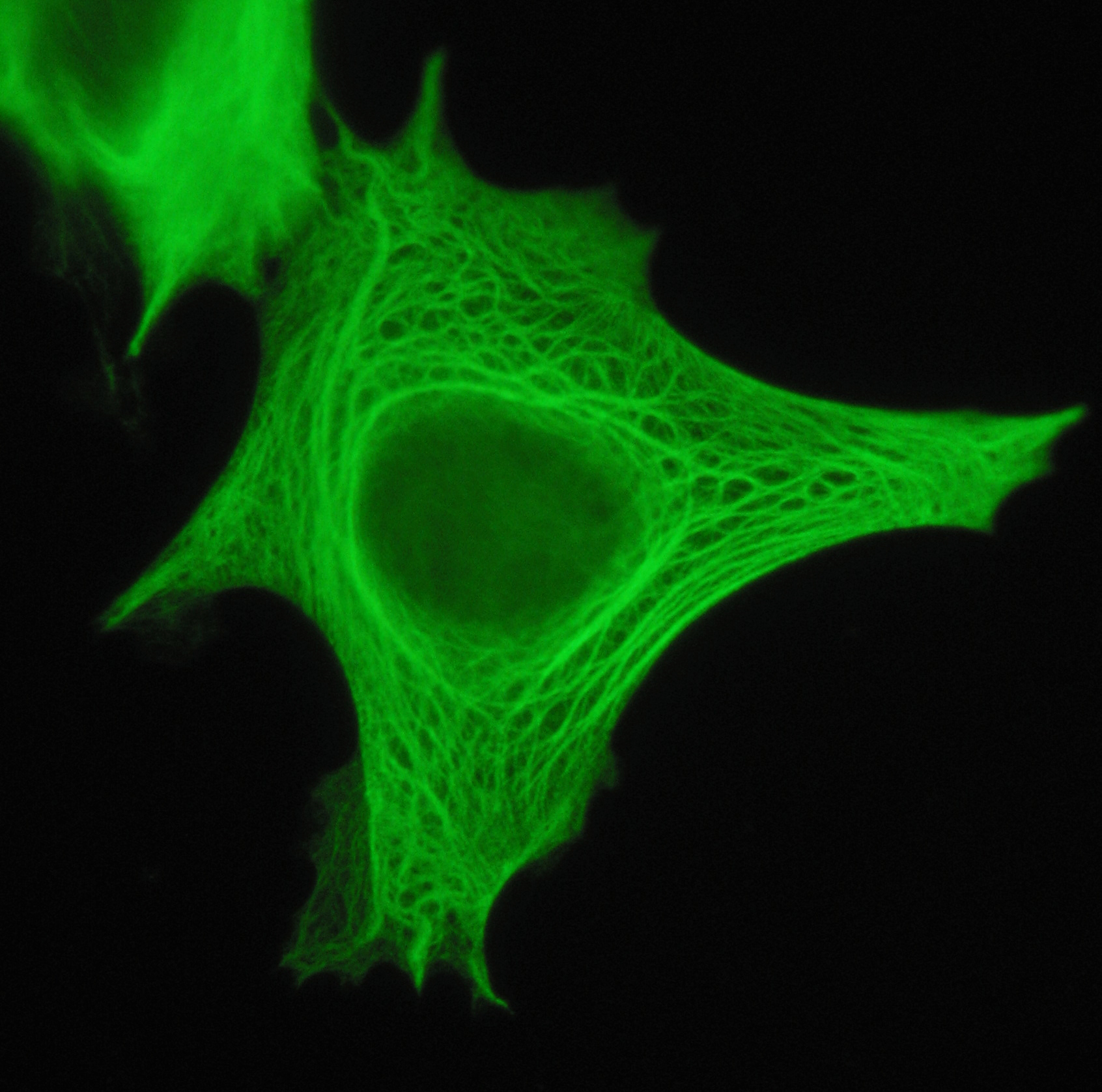
Cytokeratine filamenten in een menselijk epitheelcel

Celpolariteit ontstaat voornamelijk door de lokalisatie van specifieke eiwitten naar specifieke gebieden van het celmembraan. Deze lokalisatie vereist vaak zowel de rekrutering van cytoplasmatische eiwitten naar het celmembraan als gepolariseerd vesikeltransport langs cytoskeletfilamenten om transmembraaneiwitten uit het golgicomplex af te leveren. Veel van de moleculen die verantwoordelijk zijn voor het reguleren van de celpolariteit zijn geconserveerd in alle celtypen en in alle diersoorten. Voorbeelden hiervan zijn het PAR-complex (Cdc42, PAR3/ASIP, PAR6, atypische proteïnekinase C), Crumbs-complex (Crb, PALS, PATJ, Lin7) en Scribble-complex (Scrib, Dlg, Lgl).  Deze polariteitscomplexen zijn gelokaliseerd aan de cytoplasmatische kant van het celmembraan, asymmetrisch in de cellen. In epitheelcellen zijn de PAR- en Crumbs-complexen bijvoorbeeld gelokaliseerd langs het apicale membraan en het Scribble-complex langs het laterale membraan. Samen met een groep signaalmoleculen genaamd Rho GTPases kunnen deze polariteitscomplexen het transport van vesikels reguleren en ook de lokalisatie van cytoplasmatische eiwitten controleren, voornamelijk door de fosforylering van fosfolipiden, fosfoinositiden genaamd, te reguleren. Fosfoinositiden dienen als koppelingsplaatsen voor eiwitten op het celmembraan, en hun fosforyleringstoestand bepaalt welke eiwitten kunnen binden.

## Realisering polariteit
Hoewel veel van de belangrijkste polariteitseiwitten goed geconserveerd zijn, bestaan er verschillende mechanismen om celpolariteit in verschillende celtypen te realiseren. Hier kunnen twee hoofdklassen worden onderscheiden:
- cellen die spontaan kunnen polariseren, en
- cellen die polariteit tot stand brengen op basis van eigen- of omgevingssignalen.

Het spontaan breken van de symmetrie kan worden verklaard door versterking van stochastische fluctuaties van moleculen als gevolg van niet-lineaire chemische kinetiek. De wiskundige basis voor dit biologische fenomeen werd gelegd door Alan Turing in zijn artikel uit 1953 'The chemische basis van morfogenese'. Terwijl Turing aanvankelijk probeerde de patroonvorming in een meercellig systeem te verklaren, kunnen vergelijkbare mechanismen ook worden toegepast op intracellulaire patroonvorming. Kortom, als een netwerk van ten minste twee op elkaar inwerkende chemicaliën (in dit geval eiwitten) bepaalde soorten reactiekinetiek vertoont, evenals verschil in diffusie, kunnen stochastische concentratieschommelingen aanleiding geven tot de vorming van grootschalige stabiele patronen, waardoor er een brug wordt geslagen tussen het moleculaire niveau tot een cel- of zelfs weefselniveau.
Een goed voorbeeld van de tweede type polariteitsbepaling, dat afhankelijk is van extracellulaire of intracellulaire signalen, is de Caenorhabditis elegans-zygote. Hier begeleidt wederzijdse remming tussen twee sets eiwitten de vestiging en het behoud van polariteit. Aan de ene kant bezetten PAR-3, PAR-6 en aPKC (voorste PAR-eiwitten genoemd) zowel het plasmamembraan als het cytoplasma voordat de symmetrie wordt verbroken. PAR-1, het C. elegans-specifieke ringvinger bevattende eiwit PAR-2, en LGL-1 (posteriore PAR-eiwitten genoemd) zijn voornamelijk aanwezig in het cytoplasma. Het mannelijke centrosoom geeft een signaal dat een aanvankelijk homogene membraanverdeling van anteriore PAR's verbreekt door corticale stromingen te induceren. (De cortex is een gespecialiseerde laag cytoplasmatische eiwitten aan de binnenkant van het celmembraan.) Aangenomen wordt dat deze door advectie de voorste PAR's naar één kant van de cel brengen, waardoor de achterste PAR's zich aan de andere pool (posterior) kunnen binden. Anteriore en posteriore PAR-eiwitten behouden vervolgens de polariteit tot de cytokinese door elkaar wederzijds uit te sluiten van hun respectieve celmembraangebieden.